# لیزا ژرمانو
لیزا روث ژرمانو (به انگلیسی: Lisa Ruth Germano؛ زادهٔ ۲۷ ژوئن ۱۹۵۸) خواننده، ترانه‌پرداز و نوازندهٔ چند ساز آمریکایی اهل ایندیانا می‌باشد. اسپین آلبوم او را تحت عنوان دختر گیک (۱۹۹۴) به‌عنوان برترین آلبوم دههٔ ۱۹۹۰ انتخاب کرده‌است. وی حرفهٔ خود را به‌عنوان ویولن‌زن جان ملینکمپ شروع کرد. وی تا تاریخ ۲۰۱۸ سیزده آلبوم منتشر کرده‌است.